# Weverton Almeida Santos
Weverton Almeida Santos (født 28. marts 1988) er en brasiliansk fodboldspiller, som spiller for den japanske fodboldklub Ventforet Kofu.